# Sturup Raceway
Sturup Raceway er et motorsportsanlæg i Svedala kommun lige vest for Malmø Lufthavn i Sverige. Den bliver brugt 1-2 gange om året til at køre danske løb for diverse bilklasser.
Ud over løb bliver banen brugt til trackdays og forskellige andre events. Banen er godkendt af FIA til at afvikle løb.

## Banen
Asfaltstrækningen på Sturup Raceway er 11-20 meter bred og 2.087 meter lang med 7 venstresving og 4 højresving. Det er en bane, der er præget af hårnålesving, hurtige retningsskift og højdevariationer.

## Historie
Sturup Raceway startede i 1972 som en 700 meter lang grusbane og blev i 1980’erne forlænget til 1.200 meter. I 1990 blev den asfalteret og omdannet til en permanent racerbane. Ved årtusindskiftet gennemgik banen endnu en betydelig opgradering, og i 2005 blev den udvidet til sin nuværende længde på 2.087 meter.

## Banerekorder[2][3][4][1][5]
De officielle hurtigste omgangstider skal sættes under et løb. Hurtigste tid nogensinde kørt er sat af Julius Dinesen i 2022.
| Klasse                    | Tid       | Dato | Navn                 | Bil                 |
| Fuld bane: 2300 meter     |           |      |                      |                     |
| Formel 4                  | 00:59,040 | 2022 | Julius Dinesen       | Mygale M14-F4       |
| Porsche Carrera Cup       | 01:01,562 | 2012 | Johan Kristoffersson | Porsche 997 GT3 Cup |
| Super 2000                | 01:02,169 | 2008 | Mattias Andersson    | Alfa Romeo 156 GTA  |
| Arion Racing Championship | 01:03,021 | 2023 | Steffen Hansen       | Arion S2            |
| Renault Clio Cup          | 01:08,038 | 2012 | Marcus Fluch         | Renault Clio IV RS  |